# Kagganahalli, Kunigal
Kagganahalli là một làng thuộc tehsil Kunigal, huyện Tumkur, bang Karnataka, Ấn Độ.